# Kosmografie
Kosmografie oder Kosmographie (altgriechisch κόσμος kósmos „Welt, Weltordnung“ und -graphie) ist die Wissenschaft von der Beschreibung der Erde und des Weltalls. Bis zum 17. Jahrhundert wurde der Begriff als Vorläufer oder gleichbedeutend mit Geographie verwendet (z. B. in der Kosmographie von Ravenna aus dem 7. Jahrhundert). Ein bekanntes kosmografisches Werk stellt auch die Schedelsche Weltchronik von 1493 dar.
Die mittelalterliche Kosmografie umfasste die Bereiche Geographie, Geologie und Astronomie. Die Arbeiten der Kosmografen enthielten historische, spirituelle und moralisch-wertende Aspekte. Die Kosmografie lotete dabei das Verhältnis des Menschen zu seiner Welt aus, es wurden Erdgegenden unter anderem als „bösartig“ oder eher „heilsbringend“ beschrieben. Über Sternenkonstellationen wurden Chancen und Risiken der inneren Natur des Menschen zu deuten versucht.
Die berühmten Kosmografen der frühen Neuzeit (Mercator und andere) entwickelten die Kosmografie zunehmend in Richtung der modernen Wissenschaften: Geographie, Vermessung, Kartografie oder Astronomie. Aus dieser Zeit (nach 1500) stammen die ersten Globen und kartografischen Darstellungen der damals neu entdeckten Erdteile. Einige der Kosmografen des frühen 16. Jahrhunderts mussten sich bei ihrer Arbeit gegen Ketzervorwürfe der katholischen Inquisition wehren.

## Bekannte Kosmografen
- Aethicus
- Geograph von Ravenna (7. Jahrhundert)
- Hartmann Schedel (1440–1514)
- Martin Behaim (1459–1507)
- Martin Waldseemüller (ca. 1470–1521)
- Sebastian Münster (1488–1552)
- Peter Apian (1495–1552)
- Johannes Honterus (1498–1549)
- Gerhard Mercator (1512–1594)
- Livio Sanuto (1520–1576)
- Ignazio Danti (1536–1586)
- Alain Manesson Mallet (1630–1706)
- Vincenzo Maria Coronelli (1650–1718)